# Георгий Великий Комнин
Гео́ргий Вели́кий Комни́н (греч. Γεώργιος Μέγας Κομνηνός; ок. 1255, Трапезунд — после 1284) — шестой трапезундский император в 1266—1280 годах.

## Правление
Георгий был старшим сыном трапезунского императора Мануила I от его третьей жены Ирины Сирикаины, трапезундской дворянки.
Историк Мишель Куршанскис отметил, что посольство Мануила в 1253 году к королю Франции Людовику IX, который в то время был в Сидоне, означало его стремление вступить в брак с одной из французских принцесс, а значит, Мануил был вдовцом. Далее Куршанскис убедительно доказывает, что брак Мануила и Ирины Сирикаины был заключен после этого года, это означает, что Георгий был не старше 13 лет к моменту его восшествия на престол. Очевидно, в течение первых нескольких лет своего правления он опирался на регента, который реально управлял империей.
Георгий стал императором Трапезундской империи в 1266 году после смерти своего старшего брата императора Андроника II. В ходе своего правления Георгий проводил антиаристократическую политику. Кроме того, он заключил союз с Карлом Анжуйским и противниками унии в Византии против византийского императора Михаила VIII Палеолога, а также отказался предоставить военную помощь монгольскому правителю Ирана — ильхану Абаке для борьбы с египетскими мамлюками. В результате этих действий в 1280 году Георгий был лишен императорской власти. Михаил Панарет писал, что Георгий «был предательски предан своим окружением на горе Тавресион и взят в плен в июне [[[1280]]]». Местонахождение этой горы доподлинно неизвестно. По одним данным, «Тавресион» происходит от названия хребта Тавр, а по другим, Тавресион — этот гора Тарутца в восточной Анатолии. Историк Брайер считает, что Тавресион на самом деле — искаженное название города Тебриз.
Историки Джордж Финлей и Уильям Миллер интерпретировали данные Панарета в том смысле, что Георгий был взят в плен в бою. Энтони Брайер же считает, что Георгий был выдан Абаке своими архонтами на горе близ Тебриза летом 1280 года.
Георгий был брошен в темницу монголами, союзниками Византии, а престол Трапезунда занял его младший брат Иоанн II. Бывший император получил свободу в 1282 году после смерти Абаки и отправился к своему зятю, царю Картли Деметре II. В 1284 году Георгий предпринял попытку вернуть себе трон и из Грузии начали атаку на Трапезунд, но собранные им отряды были разбиты. Георгий сумел бежать и некоторое время скрывался в горах, до тех пор пока не был схвачен врагами. Дальнейшая его судьба достоверно неизвестна.